# Daniel Rangel
Daniel Silva Rangel (Campos dos Goytacazes, 9 de outubro de 1995) é um ator brasileiro.

## Biografia
Natural da cidade de Campos dos Goytacazes,  mudou-se para o Rio de Janeiro em 2013, ainda menor de idade, aos 17 anos, para iniciar seus estudos de atuação na CAL  - Casa das Artes de Laranjeiras ,onde se formou como ator em 2015. Em 2016, começou sua carreira profissional no cinema, na TV e no teatro simultaneamente. 

## Carreira
Em 2015, fez uma rápida participação na novela Totalmente Demais. Depois, em 2016, fez uma também rápida participação na novela Êta Mundo Bom.
Em 2016, fez a sua estreia no cinema, interpretando Guilherme no longa-metragem Fala Comigo. Na trama, seu personagem era um adolescente gay e protagonizou cenas eróticas não explícitas com o protagonista Diogo (interpretado por Tom Karabachian). Sua atuação no filme, lhe rendeu a indicação de melhor ator coadjuvante na premiação Festival do Rio.
Em 2017, ganhou destaque interpretando o príncipe mimado e invejoso Dom Miguel de Portugual, irmão de Dom Pedro (Caio Castro), na novela das seis Novo Mundo.
Em 2018, renovou com a Rede Globo e integrou no elenco principal de Malhação: Vidas Brasileiras, interpretando o protagonista Alex, onde acabou fazendo par romântico com a atriz Alice Milagres, no papel de Maria Alice. No mesmo ano, gravou o filme Três Verões, onde viveu Luca. O filme foi lançado em 2020.
Em 2019, protagoniza a série Eu, a Avó e a Boi, criada por Miguel Falabella e lançada de forma exclusiva no serviço de streaming Globoplay, onde acabou interpretando Roblou, e tem como par romântico a atriz Valentina Bulc.
Em 2020, vive o ginasta Tarantino na novela das sete Salve-se Quem Puder da Rede Globo, onde faz novamente par romântico com a atriz Valentina Bulc. Durante a pandemia do coronavírus, gravou o curta Tudo bem, onde interpretou Hugo. Após o sucesso, foi confirmada uma continuação.
Em 2021, além da fase final da novela Salve-se Quem Puder interrompida com apenas 54 capítulos, devido às restrições impostas pela pandemia de COVID-19 ao lado de Heslaine Vieira o ator estrelou as continuação do curta Tudo bem agora sob o título Nosso Tudo Bem com lançamento  dividido em duas partes. 
Em 2022, foi um dos protagonistas da série musical O Coro: Sucesso, Aqui Vou Eu no Disney + interpretando o motoboy Leandro Maciel, sendo este seu segundo trabalho com autoria de Miguel Falabella. .
Em 2023, foi anunciado como coprotagonista de Amor Perfeito onde da vida a Júlio Medrado, melhor amigo e advogado da protagonista Marê (Camila Queiroz). A novela das seis marca seu retorno a TV Globo.
Em 2024, retorna as telenovelas ao interpretar o tímido nerd Guto em Família É Tudo, repetindo a parceira com Daniel Ortiz desde Salve-se Quem Puder. Na trama, Guto é um jovem estagiário da Mancini Music que se apaixona perdidamente pela guatemalteca Lupita (Daphne Bozaski) - que no começo só vai ter olhos para Júpiter (Thiago Martins). No decorrer da trama, é revelado que Guto se identifica como demissexual, se tornando o primeiro personagem a abordar a demissexualidade na teledramaturgia brasileira.

## Vida pessoal
Em outubro de 2016, após conhecer a atriz Hanna Romanazzi durante os ensaios de uma peça na oficina Trupe Cena feita na Rede Globo, começaram a se relacionar, assumindo namoro em dezembro de 2016. Os dois estão juntos até hoje.

## Filmografia

### Televisão
| Ano     | Título                       | Personagem                                        | Notas                                    |
| ------- | ---------------------------- | ------------------------------------------------- | ---------------------------------------- |
| 2015    | Totalmente Demais            | Rapaz da festa                                    | Episódio: "2 de dezembro"                |
| 2016    | Êta Mundo Bom!               | Comparsa de Romeu                                 | Episódio: "19 de fevereiro"              |
| 2017    | Novo Mundo                   | Miguel de Bragança e Bourbon, Infante de Portugal |                                          |
| 2018—19 | Malhação: Vidas Brasileiras  | Alexandre Santos Porto (Alex)                     |                                          |
| 2019    | Eu, a Vó e a Boi             | Roblou Gazebo de Andrade                          |                                          |
| 2020—21 | Salve-se Quem Puder          | Tarantino Máximo                                  |                                          |
| 2022    | O Coro: Sucesso, Aqui Vou Eu | Leandro Maciel                                    |                                          |
| 2023    | Amor Perfeito                | Júlio Medrado                                     |                                          |
| 2024    | Família É Tudo               | Augusto do Nascimento (Guto)                      |                                          |
| 2024    | Vida de Estagiário           | Augusto do Nascimento (Guto)                      | Internet                                 |
| 2025    | Garota do Momento            | Cássio Cavalcanti                                 | Episódios: "22 de fevereiro–13 de março" |

### Cinema
| Ano  | Título           | Papel       | Notas          |
| ---- | ---------------- | ----------- | -------------- |
| 2014 | Lemmig           | Daniel      | Curta-metragem |
| 2016 | Fala Comigo      | Guilherme   |                |
| 2020 | Três Verões      | Luca        |                |
| 2020 | Tudo bem         | Hugo Santos | Curta-metragem |
| 2021 | Nosso Tudo Bem 1 | Hugo Santos | Curta-metragem |
| 2025 | Ruas da Glória   | Peter       |                |

## Teatro
| Ano     | Título                     |
| ------- | -------------------------- |
| 2013–14 | Os Fuzis da Senhora Carrar |
| 2014    | E Aí, Tá Ligado?           |
| 2015    | A Cantora Careca           |
| 2015    | O Inspetor Geral           |
| 2016    | Buscado                    |
| 2016    | A Tempestade               |
| 2017    | Pressa                     |

## Prêmios e indicações
| Ano  | Prêmio                      | Categoria                     | Indicação                   | Resultado |
| ---- | --------------------------- | ----------------------------- | --------------------------- | --------- |
| 2016 | Festival do Rio             | Melhor Ator Coadjuvante       | Fala Comigo                 | Indicado  |
| 2018 | Meus Prêmios Nick           | Artista de TV Favorito        | Malhação: Vidas Brasileiras | Indicado  |
| 2021 | Séries em Cena Awards       | Melhor Ator Nacional de Filme | Três Verões                 | Indicado  |
| 2023 | Prêmio ArteBlitz de Novela  | Melhor Ator Coadjuvante       | Amor Perfeito               | Indicado  |
| 2024 | BreakTudo Awards            | Melhor Ator                   | Família É Tudo              | Venceu    |
| 2024 | Melhores do Ano - Duh Secco | Melhor Ator Coadjuvante       | Família É Tudo              | Pendente  |